# وايلد بيل ديفيس
وايلد بيل ديفيس (بالإنجليزية: Wild Bill Davis)‏ هو عازف جاز أمريكي، ولد في 24 نوفمبر 1918 في غلاسغو في الولايات المتحدة، وتوفي في 17 أغسطس 1995 في نيوجيرسي في الولايات المتحدة.

## وصلات خارجية
- وايلد بيل ديفيس على موقع IMDb (الإنجليزية)
- وايلد بيل ديفيس على موقع ميوزك برينز (الإنجليزية)
- وايلد بيل ديفيس على موقع أول ميوزيك (الإنجليزية)
- وايلد بيل ديفيس على موقع ديسكوغز (الإنجليزية)